# Calliandra enervis
Calliandra enervis är en ärtväxtart som först beskrevs av Nathaniel Lord Britton, och fick sitt nu gällande namn av Ignatz Urban. Calliandra enervis ingår i släktet Calliandra och familjen ärtväxter. Inga underarter finns listade i Catalogue of Life.